# Деканали, Фернан
Фернан Деканали (фр. Fernand Decanali; 7 июля 1925, Марсель, Франция — 10 января 2017, там же) — французский велогонщик, чемпион летних Олимпийских игр в Лондоне (1948).

## Спортивная карьера
В юности занимался лёгкой атлетикой, с 1943 года перешёл в велоспорт, выступал за марсельский клуб Pédale Joyeuse. Как любитель выиграл чемпионат Франции по любительским командным гонкам (1944) и гонку Париж — Юзи (1947). Пик его карьеры пришёлся на летние Олимпийские игры в Лондоне (1948), где он выиграл золото в командном преследовании.
После этого успеха перешёл в профессионалы и выступал за велоклубы La Perle-Hutchison и Tandil, в 1953 году завершил спортивную карьеру. Его наиболее заметные победы были связаны с гонкой Критериум Рьома (1949 и 1951).
Впоследствии работал оптовым торговцем нефтью и нефтепродуктами, а затем управлял баром под названием Comptoir JaurÃ¨s в районе La Plaine в Марселе.